# آدا نيلسون
آدا نيلسون (بالسويدية: Ada Nilsson)‏ هي طبيبة التوليد والنساء وطبيبة سويدية، ولدت في 21 سبتمبر 1872 في Södra Säm ‏ في السويد، وتوفيت في 23 مايو 1964 في Julita ‏ في السويد.